# BEASTFUL
「BEASTFUL」（ビーストフル）は、日本の音楽ユニットであるGRANRODEOの楽曲。ボーカルのKISHOWこと谷山紀章が作詞、ギターのe-ZUKAこと飯塚昌明が作曲しており、29枚目のシングルの表題曲として、2018年7月11日にLantisから発売された。

## 概要
「BEASTFUL」は、テレビアニメ『バキ』のオープニング主題歌として起用された。
初回限定盤、通常盤の2種形態でのリリースとなった。アニメ盤がリリースされないのは25thシングル「少年の果て」以来となる。

## シングル収録内容
| 全作詞: 谷山紀章、全作曲・編曲: 飯塚昌明。 |                                             |          |            |      |
| #                                          | タイトル                                    | 作詞     | 作曲・編曲 | 時間 |
| 1.                                         | 「BEASTFUL」                                | 谷山紀章 | 飯塚昌明   | 4:38 |
| 2.                                         | 「アサメシマエノヤサシイセカイ」            | 谷山紀章 | 飯塚昌明   | 4:08 |
| 4.                                         | 「BEASTFUL」(OFF VOCAL)                     | 谷山紀章 | 飯塚昌明   | 4:38 |
| 5.                                         | 「アサメシマエノヤサシイセカイ」(OFF VOCAL) | 谷山紀章 | 飯塚昌明   | 4:09 |
| 合計時間:                                  | 合計時間:                                   | 17:33    |            |      |

| #  | タイトル                 | 作詞 | 作曲・編曲 |
| -- | ------------------------ | ---- | ---------- |
| 1. | 「BEASTFUL」(Music Clip) |      |            |

## チャート
| チャート                             | 最高 順位 | 出典  |
| ------------------------------------ | --------- | ----- |
| 日本・オリコン週間CDシングルチャート | 18        | [ 2 ] |
| Billboard Japan Hot 100              | 73        | [ 5 ] |
| Billboard Japan Hot Animation        | 16        | [ 6 ] |
| Billboard Japan Hot Singles Sales    | 21        | [ 7 ] |